# Leire Olaberría Dorronsoro
Leire Olaberría Dorronsoro (17 de febrer de 1977 a Ikaztegieta, Guipúscoa) és una esportista espanyola que competeix en ciclisme en pista. La seva especialitat és la carrera de punts.
Antiga atleta de cert nivell com a cadet -campiona d'Espanya de 100 metres- i júnior, s'ha reconvertit amb gran èxit al ciclisme on la seva progressió no coneix límits. Va participar en els Jocs Olímpics de Pequín 2008 en la carrera de punts aconseguint la medalla de bronze.
Va aconseguir una marca de 3-41-557, rècord d'Espanya dels 3.000 metres, en els passats Mundials de Manchester de 2008. L'any 2010 als mundials de Ballerup va guanyar la medalla de bronze en Òmnium.

## Palmarès en pista
- 2004
  -  Campiona d'Espanya en Keirin
- 2005
  -  Campiona d'Espanya en Velocitat
  -  Campiona d'Espanya en Keirin
  -  Campiona d'Espanya en 500 m. contrarellotge
- 2006
  -  Campiona d'Espanya en Velocitat
  -  Campiona d'Espanya en Keirin
- 2007
  -  Campiona d'Espanya en Keirin
  -  Campiona d'Espanya en Persecució
  -  Campiona d'Espanya en Scratch
- 2008
  -  Medalla de bronze als Jocs Olímpics de Pequín en Puntuació
  -  Campiona d'Espanya en Keirin
  -  Campiona d'Espanya en Persecució
  -  Campiona d'Espanya en Puntuació
  -  Campiona d'Espanya en Scratch
- 2009
  -  Campiona d'Espanya en Persecució
  -  Campiona d'Espanya en Persecució per equips
  -  Campiona d'Espanya en Puntuació
  -  Campiona d'Espanya en Scratch
- 2010
  -  Campiona d'Europa en Òmnium
  -  Campiona d'Espanya en Persecució
  -  Campiona d'Espanya en Persecució per equips
  -  Campiona d'Espanya en Puntuació
  -  Campiona d'Espanya en Scratch
  -  Campiona d'Espanya en Òmnium
- 2011
  -  Campiona d'Espanya en Persecució
  -  Campiona d'Espanya en Puntuació
  -  Campiona d'Espanya en Scratch
- 2015
  -  Campiona d'Espanya en Persecució
  -  Campiona d'Espanya en Puntuació
- 2017
  -  Campiona d'Espanya en Madison (amb Eukene Larrarte)
  -  Campiona d'Espanya en Velocitat per equips (amb Tania Calvo)

### Resultats a laCopa del Món
- 2010-2011
  - 1a a Melbourne, en Òmnium
- 2013-2014
  - 1a a la Classificació general, en Scratch

## Palmarès en ruta
- 2010
  -  Campiona d'Espanya en ruta
  -  Campiona d'Espanya en contrarellotge
  - 1a a La Mérignacaise
  - 1a a l'Emakumeen Aiztondo Sari Nagusia
- 2014
  -  Campiona d'Espanya en contrarellotge
  - 1a a l'Emakumeen Aiztondo Sari Nagusia